# Kurčaloevskij rajon
Il Kurčaloevskij rajon (in russo Курчалоевский район?) è un municipal'nyj rajon della Repubblica Autonoma della Cecenia, in Russia.